# Gettysburg (film)
Gettysburg – amerykański film historyczny, poświęcony największej bitwie wojny secesyjnej, która rozegrała się między 1 a 3 lipca 1863 pod miastem Gettysburg w stanie Pensylwania.
Scenariusz został oparty na powieści Michaela Shaara The Killer Angels, wyróżnionej w 1975 Pulitzerem. Film, podobnie jak i książka, koncentruje się w szczególności na kluczowych etapach bitwy, a także na decyzjach podejmowanych przez głównych bohaterów: konfederackich generałów Roberta Lee i Jamesa Longstreeta oraz unijnego pułkownika Joshuy Chamberlaina. Sceny batalistyczne powstały przy udziale tysięcy statystów, w tym także wielu amerykańskich miłośników rekonstrukcji historycznych. Film jako telewizyjna produkcja niezależna powstał przy znaczącym finansowym udziale medialnego potentata Teda Turnera (który pojawił się w jednej z epizodycznych ról). Został nakręcony m.in. w plenerach, w których doszło do historycznej bitwy (po uzyskaniu zgody ze strony National Park Service). W obsadzie znalazł się dziennikarz radiowy Lester Kinsolving, który zagrał swojego krewnego – generała Williama Barksdale’a.
Prequelem Gettysburga jest nakręcony również przez Ronalda F. Maxwella dziesięć lat później film Generałowie, będący adaptacją powieści Jeffa Shaary.

## Obsada
- Tom Berenger jako generał James Longstreet (CSA)
- Jeff Daniels jako pułkownik Joshua Chamberlain (USA)
- Martin Sheen jako generał Robert E. Lee (CSA)
- Kevin Conway jako Buster Kilrain (USA)
- C. Thomas Howell jako porucznik Thomas Chamberlain (USA)
- Richard Jordan jako generał Lewis Armistead (CSA)
- Richard Anderson jako generał George Meade (USA)
- Royce D. Applegate jako generał James L. Kemper (CSA)
- John Diehl jako szeregowiec Bucklin (USA)
- Maxwell Caulfield jako pułkownik Strong Vincent (USA)
- Joshua D. Maurer jako pułkownik James Clay Rice (USA)
- Patrick Gorman jako generał John Bell Hood (CSA)
- Cooper Huckabee jako Henry Thomas Harrison
- James Lancaster jako pułkownik Arthur Fremantle z armii brytyjskiej
- Brian Mallon jako generał Winfield Scott Hancock (USA)
- Andrew Prine jako generał Richard B. Garnett (CSA)
- John Rothman jako generał John F. Reynolds (USA)
- Tim Scott jako generał Richard Ewell (CSA)
- William Morgan Sheppard jako generał Isaac R. Trimble (CSA) oraz jako narrator
- Stephen Lang jako generał George Pickett (CSA)
- Sam Elliott jako generał John Buford (USA)
- George Lazenby jako generał J. Johnston Pettigrew (CSA)
- Joseph Fuqua jako generał J.E.B. Stuart (CSA)
- Bo Brinkman jako pułkownik Walter H. Taylor (CSA)
- Kieran Mulroney jako major Moxley Sorrel (USA)
- James Patrick Stuart jako pułkownik Edward Alexander (CSA)
- Warren Burton jako generał Henry Heth (CSA)
- Buck Taylor jako pułkownik William Gamble (USA)
- David Carpenter jako pułkownik Thomas C. Devin (USA)
- Donal Logue jako kapitan Ellis Spear (USA)
- Ted Turner jako pułkownik Waller T. Patton (CSA)
- Mark Moses jako sierżant Owen (USA)
- Lester Kinsolving jako generał William Barksdale (CSA)